# Future Quest
Future Quest — серия комиксов, которую в 2016—2017 годах издавала компания DC Comics.

## Синопсис
Джонни Квест и Хаджи вовлечены в войну между космическими рейнджерами и злодеем, который угрожает вселенной.

### Выпуски
| №  | Дата выхода     | Оценка на Comic Book Roundup    | Предполагаемый объём продаж (первый месяц) |
| -- | --------------- | ------------------------------- | ------------------------------------------ |
| 1  | 18 мая 2016     | 8,9 из 10 на основе 33 рецензий | 48 627, позиция в Северной Америке — 29    |
| 2  | 6 июля 2016     | 8,6 из 10 на основе 17 рецензий | 30 710, позиция в Северной Америке — 77    |
| 3  | 27 июля 2016    | 8,3 из 10 на основе 14 рецензий | 27 786, позиция в Северной Америке — 84    |
| 4  | 31 августа 2016 | 8,1 из 10 на основе 9 рецензий  | 25 472, позиция в Северной Америке — 106   |
| 5  | 5 октября 2016  | 8,2 из 10 на основе 6 рецензий  | 23 975, позиция в Северной Америке — 115   |
| 6  | 26 октября 2016 | 7,5 из 10 на основе 5 рецензий  | 22 131, позиция в Северной Америке — 121   |
| 7  | 23 ноября 2016  | 7,9 из 10 на основе 3 рецензий  | 19 910, позиция в Северной Америке — 131   |
| 8  | 28 декабря 2016 | 8,4 из 10 на основе 7 рецензий  | 18 296, позиция в Северной Америке — 127   |
| 9  | 25 января 2017  | 8,3 из 10 на основе 7 рецензий  | 17 089, позиция в Северной Америке — 150   |
| 10 | 22 февраля 2017 | 7,9 из 10 на основе 3 рецензий  | 16 246, позиция в Северной Америке — 137   |
| 11 | 22 марта 2017   | 8,2 из 10 на основе 6 рецензий  | 15 750, позиция в Северной Америке — 149   |
| 12 | 10 мая 2017     | 7,9 из 10 на основе 4 рецензий  | 15 528, позиция в Северной Америке — 155   |

### Сборники
| № | Тип            | Дата выхода      | Собранный материал | Кол-во страниц | ISBN                      | Предполагаемый объём продаж (первый месяц) |
| - | -------------- | ---------------- | ------------------ | -------------- | ------------------------- | ------------------------------------------ |
| 1 | Мягкая обложка | 15 февраля 2017  | Future Quest #1-6  | 176            | 9781401268077, 1401268072 | 2 499, позиция в Северной Америке — 15     |
| 2 | Мягкая обложка | 27 сентября 2017 | Future Quest #7-12 | 144            | 9781401273910, 1401273912 | 1 788, позиция в Северной Америке — 37     |

## Реакция

### Отзывы критиков
На сайте Comic Book Roundup серия имеет оценку 8,2 из 10 на основе 114 рецензий. Джесс Шедин из IGN дал первому выпуску 8,7 балла из 10 и написал, что это «один из тех комиксов, где читателям достаточно взглянуть на обложку, чтобы понять, подходит ли он им». Грег Макэлхаттон из Comic Book Resources назвал дебютный выпуск «сильным комиксом». Лэн Питтс из Newsarama поставил первому выпуску оценку 10 из 10 и отмечал, что он «начинается в неумолимом темпе». Его коллега Пирс Лидон дал дебюту 8 баллов из 10 и написал, что создатели «взяли что-то старое и снова сделали это новым». Мэтью Агилар из ComicBook.com вручил первому выпуску 4 звезды из 5 и порекомендовал к прочтению.

### Награды
| Год  | Награда      | Категория                  | Результат | Пр.           |
| ---- | ------------ | -------------------------- | --------- | ------------- |
| 2017 | Ringo Awards | Mike Wieringo Spirit Award | Победа    | [ 44 ] [ 45 ] |